# Мушерон, Балтазар де
Балтазар де Мушерон (нидерл. Balthazar de Moucheron)  (1552, Антверпен - ок. 1630,  Франция) - голландский купец и судовладелец, игравший значительную роль в торговле с Русским государством в конце XVI века. Один из первых иностранцев основавший в 1584 г. торговую факторию у монастыря Михаила Архангела в Архангельске. Занимался поиском северного морского пути в Ост-Индию, снарядив для этого экспедиции Виллема Баренца.

## Жизнеописание
Его отец Пьер де Мушерон происходил из обедневшего дворянского рода де Булей-Мушерон из французской Нормандии. Спасаясь от преследования кальвинистов, переехал в  Нидерланды, в торговый город Антверпен и успешно занялся торговлей. 
Его сын Балтазар, когда испанский полководец герцог Фарнезе взял Антверпен, был среди знатных горожан, подписавших капитуляцию города. Балтазар де Мушерон был известен своим смелыми торговыми предприятиям, его торговля простиралась от Америки до России. Однако в 1603 году его компания обанкротилась, а сам он бежал от кредиторов во Францию. 
Балтазар де Мушерон одним из первых искал Северо-восточный проход — морской путь из Европы в Китай. Посодействовав организации экспедиции Баренца, он вскоре убедился в бесперспективности подобных действий и сосредоточился на отправке кораблей в Западную Африку и Ост-Индию, что было сопряжено с конфликтами с испанцами и португальцами, контролировавшими данное направление торговли. Возможность получения высоких доходов была сопряжена с высокими рисками, что и привело Мушерона к разорению.
Балтазар де Мушерон был дважды женат и имел детей.